# Puebla de Sanabria
Puebla de Sanabria ist ein nordspanischer Ort und Hauptort einer Gemeinde (municipio) mit 1.366 Einwohnern (Stand: 2024) in der Provinz Zamora in der Autonomen Gemeinschaft Kastilien-León. Der historische Ortskern ist seit 1994 als Bien de Interés Cultural in der Kategorie Conjunto histórico-artístico eingestuft.

## Lage und Klima
Puebla de Sanabria liegt auf einer Anhöhe zwischen dem Río Tera und dem Río Castro am Nordrand der Sierra de la Culebra im Nordwesten der Provinz Zamora in einer Höhe von ca. 920 m nahe der Grenze zu Portugal. Die Provinzhauptstadt Zamora ist etwa 112 km (Fahrtstrecke) in südöstlicher Richtung entfernt. Die portugiesische Stadt Bragança befindet sich dagegen nur etwa 42 km südwestlich. Die winterlichen Temperaturen können durchaus kühl sein, im Sommer dagegen ist es warm bis heiß; Regen (ca. 760 mm/Jahr) fällt mit Ausnahme der Sommermonate übers ganze Jahr verteilt.

## Bevölkerungsentwicklung
| Jahr      | 1857  | 1900  | 1950  | 2000  | 2020  |
| Einwohner | 1.723 | 1.107 | 1.367 | 1.645 | 1.356 |

Durch Zuzug aus den umliegenden Landgemeinden ist die Bevölkerung trotz der Mechanisierung der Landwirtschaft seit den 1950er Jahren angestiegen. Zur Gemeinde gehören auch die Weiler (pedanías) Castellanos, Robledo und Ungilde.

## Wirtschaft
Die Landwirtschaft (vor allem Viehzucht und Gemüseanbau) spielt traditionell die größte Rolle im Wirtschaftsleben der Gemeinde. Daneben fungierte der Ort bereits im Mittelalter als Handels-, Handwerks- und Dienstleistungszentrum für die Dörfer und Weiler in der Region. Einnahmen aus dem Tourismus in Form der Vermietung von Ferienwohnungen (casas rurales) sind in den letzten Jahrzehnten hinzugekommen. Puebla de Sanabria hat einen Bahnhof an der Strecke Zamora – A Coruña.

## Geschichte
Eine Pfarrkirche in Senapría wird erstmals im 7. Jahrhundert, also in westgotischer Zeit, erwähnt. Auf die islamische Eroberung (conquista) im 8. erfolgte die christliche Rückeroberung (reconquista) der Gebiete nördlich des Río Duero im 9. und 10. Jahrhundert. Eine Urkunde des späten 10. Jahrhunderts erwähnt bereits eine Stadt mit Namen Urbs Senabrie, doch eine Burg (castillo) ist erst für das Jahr 1132 belegt. Alfons IX. stattete den Ort im Jahr 1220 mit städtischen Privilegien (fueros) aus.
Im 15. Jahrhundert lag die Herrschaftsgewalt über Puebla in den Händen verschiedener Grafen, darunter auch denen von Benavente, den Erbauern der Burg. Sie wurde nach und nach zu einer Grenzfestung ausgebaut.
Im Spanischen Unabhängigkeitskrieg eroberten portugiesische Truppen unter Francisco da Silveira Pinto da Fonseca Teixeira (1763–1821), unterstützt von spanischen Einheiten, am 20. August 1810 die zuvor von den Franzosen unter General Jean Mathieu Seras eingenommene Festung Sanabria. Als die französische Garnison kapitulierte, musste sie ihren Aigle de drapeau herausgeben, ein schmachvolles Eingeständnis ihrer Niederlage.

## Sehenswürdigkeiten

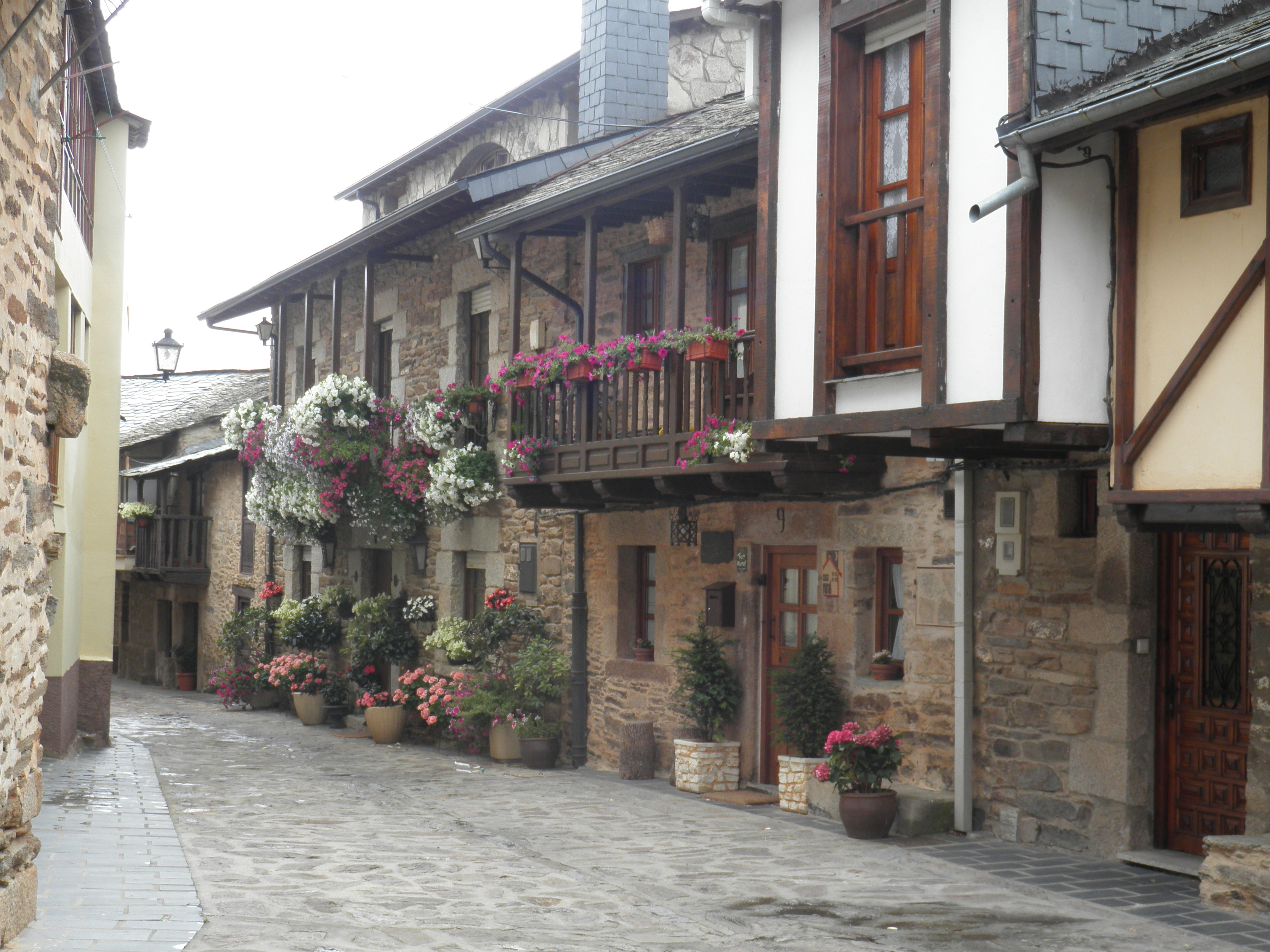
Häuser im Ortskern

- Die Gassen des denkmalgeschützten Ortskerns sind geprägt von einer großen Anzahl zweigeschossiger, meist steinsichtiger Häuser mit Balkonen.
- Die Burg der Grafen von Benavente ist ein imposantes Bauwerk aus dem 15./16. Jahrhundert.
- Die Pfarrkirche (Iglesia de Nuestra Señora del Azogue) hat romanische Ursprünge, wurde aber vom 16. bis 18. Jahrhundert wiederholt verändert. Sie steht auf dem höchsten Punkt des Ortes.
- Die dem hl. Cajetan geweihte Einsiedlerkirche (Ermita de San Cayetano) mit ihrer barocken Fassade und einem einfachen Glockengiebel (espandaña) schließt sich unmittelbar nördlich der Kirche an.
- Das Rathaus (ayuntamiento) befindet sich in einem ehemaligen, von großen Arkadenbögen dominierten Adelspalast des ausgehenden 15. Jahrhunderts.
- Das Museo de Gigantes y Cabezudos widmet sich der in vielen Gegenden Spaniens und anderen Regionen Europas verbreiteten Tradition der von riesen- und zwergenhaften Figuren begleiteten Festumzüge zu Ehren der jeweiligen Stadtpatrone (hier am 7./8. September).
- Die auf der anderen Flussseite des Río Tera gelegene schlichte Kirche sowie die ehemaligen Klostergebäude des Franziskanerkonvents (Convento e Iglesia de San Francisco) stammen aus dem 16. Jahrhundert.

Umgebung
- Die waldreiche Umgebung des Ortes lädt zu Wanderungen ein.
- Der ca. 18 km nordwestlich gelegene Lago de Sanabria ist der größte eiszeitliche Gletschersee der Iberischen Halbinsel.